# Winrich von Kniprode

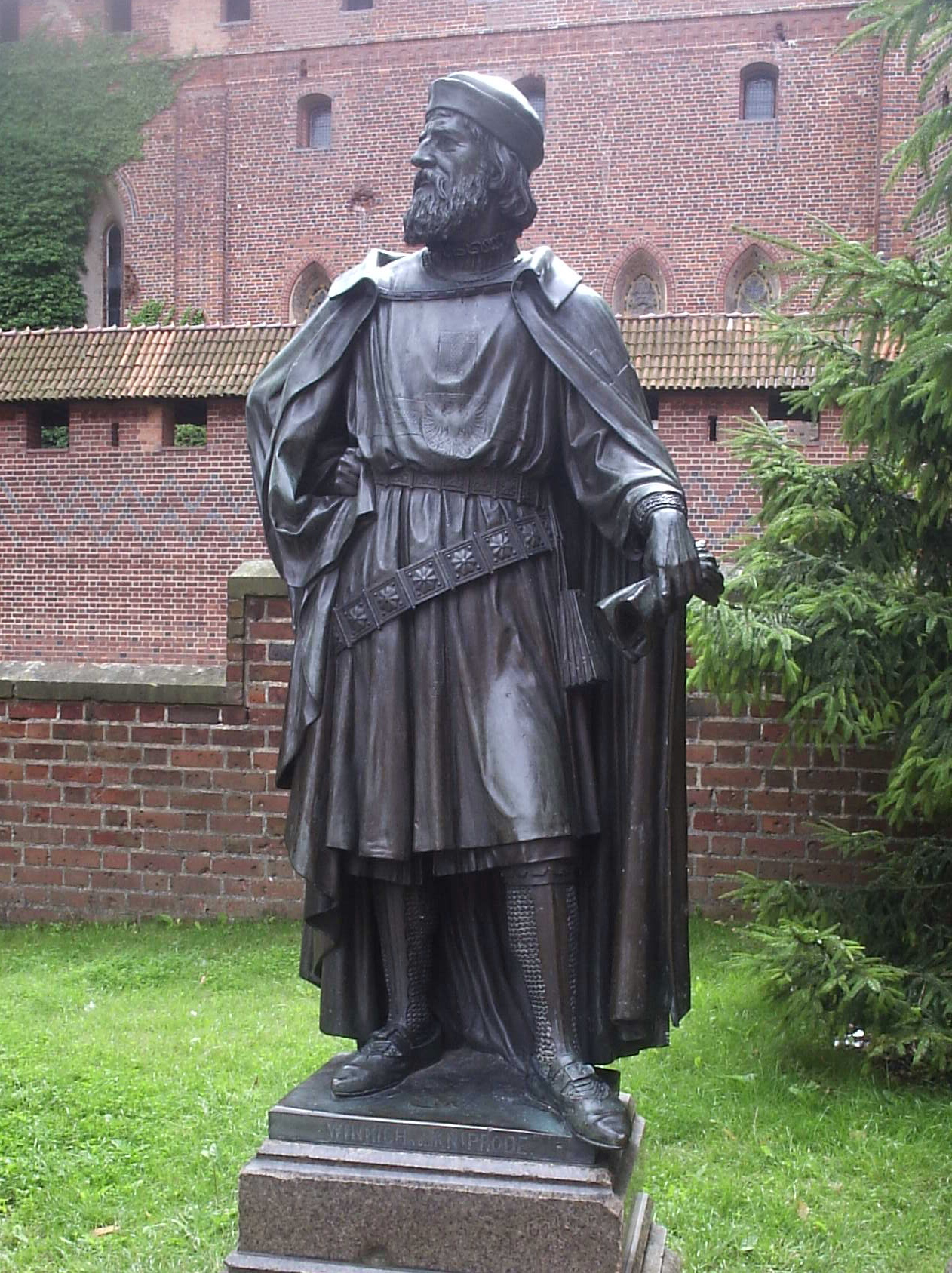
Winrich von Kniprode in einer historisierenden Darstellung in der Marienburg

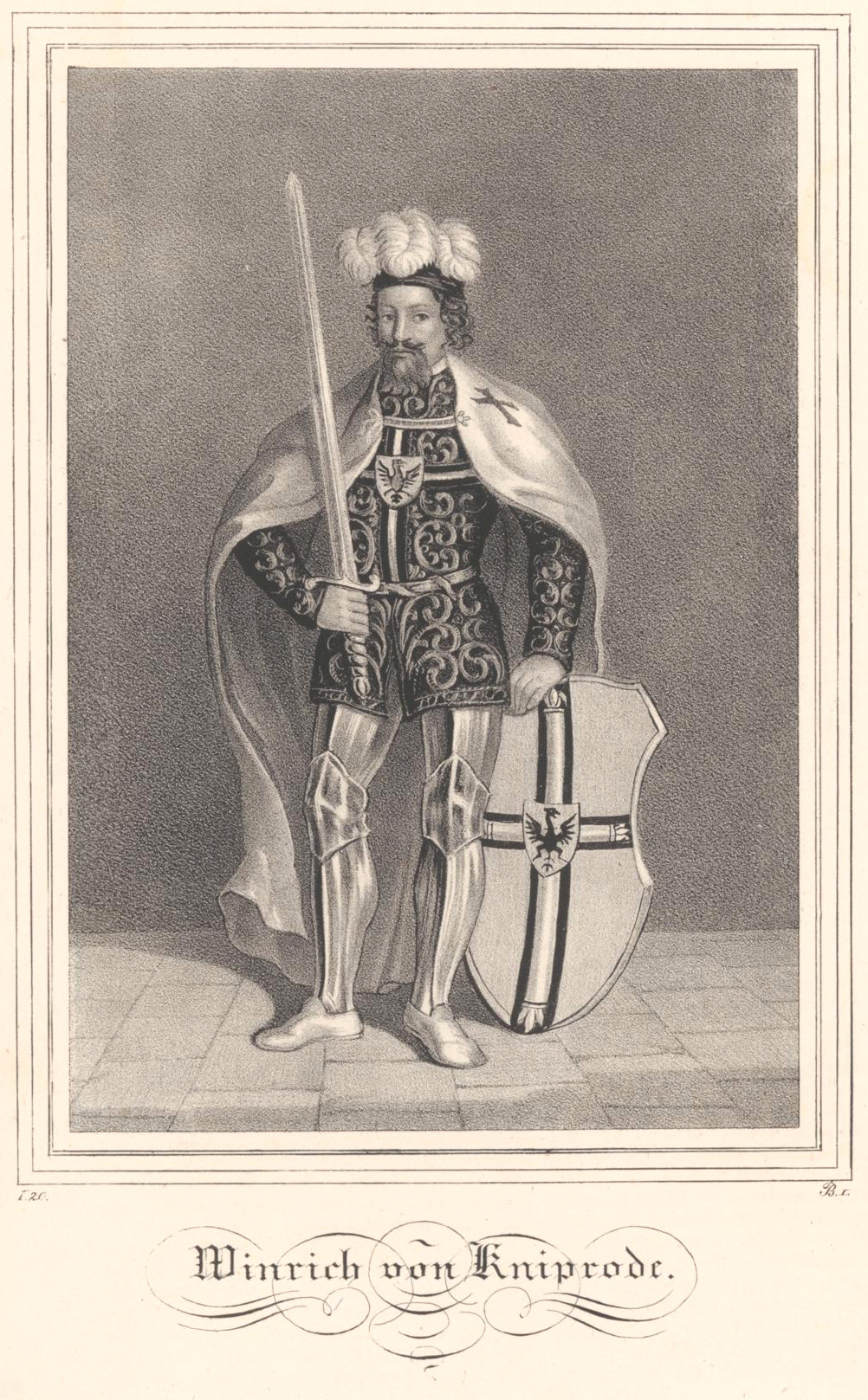
Winrich von Kniprode, Lithographie von Heinrich Wilhelm Teichgräber

Hochmeisterwappen Winrichs von Kniprode

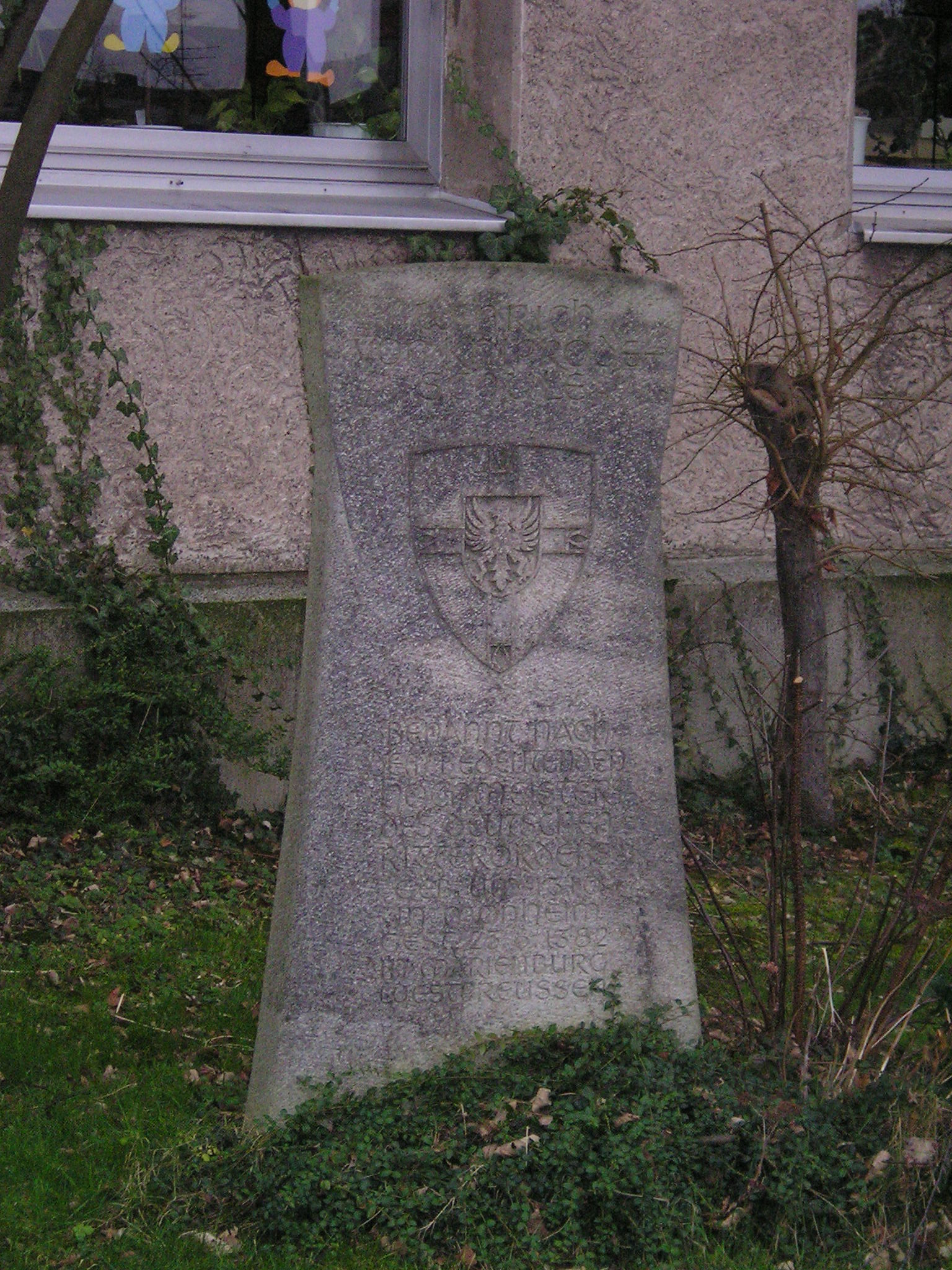
Gedenkstein Winrichs von Kniprode in Monheim am Rhein

Winrich von Kniprode (* um 1310 in Kniprath, einem ehemaligen Ortsteil von Monheim am Rhein; † 24. Juni 1382 bei Marienburg, poln. Malbork) war der 22. Hochmeister des Deutschen Ordens. Er bekleidete dieses Amt in der Zeit von 1351 bis 1382. In diese Epoche fallen sowohl die Blütezeit des Rittertums als auch die Glanzzeit des Ordensstaates.

## Leben
Winrich von Kniprode entstammte einem niederrheinischen Rittergeschlecht. Geboren wurde er um 1310 in dem für die Familie namensgebenden Kniprath, einem vormaligen Ortsteil von Monheim am Rhein. Über den Zeitpunkt seines Ordenseintrittes ist nichts bekannt; seine erste Erwähnung als Kompan des Pflegers von Preußisch Holland datiert aus dem Jahr 1334. In der Zeit von 1338 bis 1341 war Winrich von Kniprode Komtur von Danzig, im Jahr 1342 Komtur von Balga. Während der Zeit des Hochmeisters Ludolf König von Wattzau führte er von 1341 bis 1346 als Ordensmarschall und Komtur von Königsberg das Ordensheer.
Sein Vorgänger als Hochmeister, Heinrich Dusemer, ernannte ihn im Jahr 1346 zum Großkomtur. Als solcher siegte er gemeinsam mit dem Ordensmarschall Otto von Danfeld im Winter 1348 über eine Streitmacht des litauischen Großfürsten Kęstutis in der Schlacht an der Streva südöstlich von Kaunas.
Nach der krankheitsbedingten Abdankung Heinrich Dusemers wurde Winrich von Kniprode am 14. September 1351 zum Hochmeister gewählt. Bis zu seinem Tode 1382 blieb er in diesem Amt und war damit der am längsten amtierende Hochmeister des Deutschen Ordens. Seine Regierungszeit gilt als der Höhepunkt der Geschichte des Ordensstaates. Es wurde damals beim westeuropäischen Adel zur Mode, zu sogenannten Kriegsreisen gegen Litauen aufzubrechen. So setzte man auf spezifische Art die Tradition der Kreuzzüge fort. Winrich gelang es, diese kriegerischen Ambitionen des abendländischen Adels in die Dienste des Ordens zu stellen (siehe: Preußenfahrt). Auch nahm der Orden unter Kniprodes Ägide Einfluss auf die innenpolitischen Verhältnisse der untereinander verfeindeten Litauer (z. B. der Vertrag von Daudisken im Mai 1380 mit dem Großfürsten Jogaila, dem späteren polnischen König Władysław II., gegen dessen Onkel und Rivalen Kęstutis).
Die Verwaltung wurde modernisiert und die Wirtschaft nachhaltig gefördert. So trat der Orden mit einer eigenen Handelsorganisation, vertreten durch sogenannte Großschäffer, selbst als Mitbewerber der Hanse auf, was sich bei seinem Status als Landesherr mitsamt entsprechenden Regalien (Rechten) wie z. B. dem Bernsteinmonopol als sehr Gewinn bringend erwies. Die Siedlungstätigkeit an der Weichsel und in der so genannten Wildnis (den Urwaldgebieten an den Grenzen zu Litauen) wurde planmäßig fortgesetzt. Nennenswerte Erfolge der Ordenswirtschaft waren vor allem in der Schaf- und Bienenzucht sowie im Weinanbau zu verzeichnen. Im Kampf gegen Zinswucher konnte der zulässige Höchstzins von 12,5 % auf 10 % gedrückt werden. Parallel dazu wurden neue Silbermünzen ausgegeben: der Schilling zu 12 Pfennig, der Halbschoter zu 16 Pfennig und das Vierchen zu 4 Pfennig. Das preußische Münzsystem wurde endgültig wie folgt festgelegt: 1 preußische Mark = 60 Schillinge = 720 Pfennige.
Im andauernden Krieg gegen Litauen errang das von ihm und dem Ordensmarschall Henning Schindekopf geführte Ordensheer am 17. Februar 1370 einen entscheidenden Sieg über ein litauisches Heer in der Schlacht bei Rudau (nördlich von Königsberg).
Während seiner Zeit gewann ein starker weltlicher Geist im Orden Einfluss. Winrich bekämpfte diesen, indem er eine Art Rotationssystem innerhalb der mittleren und höheren Ordenämter einführte inklusive strenger Rechenschaftspflicht bei Amtswechsel. Außerdem wurden in den einzelnen Komtureien unangekündigte Visitationen durchgeführt. Des Weiteren wurden Maßnahmen zur Festigung von Disziplin und Ordnung der Ordensmitglieder unternommen. So wurde zum Beispiel der aufkommenden Neigung zu Prunk mit einer verschärften Kleiderordnung entgegengetreten. Um die Wehrtüchtigkeit der Bürger aufrechtzuerhalten, wurden von Zeit zu Zeit Reservistenübungen durchgeführt.
Gleichzeitig versuchte Winrich, den allgemeinen Bildungsstand zu heben. In den Städten kam es zur Errichtung allgemeinbildender Schulen. In Marienburg erfolgte die Errichtung einer Lehranstalt zur höheren Bildung der Ordensmitglieder.
Im Jahre 1366 empfing Kniprode als erster Hochmeister auf der Marienburg den polnischen König Kasimir III. Auch unterstützte er den Kampf der Hanse gegen die Dänen, der im Frieden von Stralsund erfolgreich für jene endete. Er setzte den Bau des Mittelschlosses fort und ließ die Stadtmauern um Marienburg errichten.
Winrich von Kniprode starb am 24. Juni 1382 und wurde in der Annenkapelle in der Marienburg beigesetzt.

## Nachwirkung
Nachhaltig bedingt durch seine lange Regierungszeit in Zeiten relativer ökonomischer und militärischer Stabilität, ging Winrich von Kniprode neben Hermann von Salza als der bekannteste Hochmeister des Deutschen Ordens in die Geschichte ein. Noch in den 1930er Jahren trug ein Schnelldampfer seinen Namen. In einigen deutschen Städten sind Straßen nach Winrich von Kniprode benannt, so zum Beispiel in Wilhelmshaven oder im Berliner Ortsteil Prenzlauer Berg. Auch eine katholische Grundschule in seinem vermutlichen Geburtsort Monheim am Rhein führt seinen Namen.